# Enon Valley
Enon Valley es un borough ubicado en el condado de Lawrence en el estado estadounidense de Pensilvania. En el año 2000 tenía una población de 387 habitantes y una densidad poblacional de 288 personas por km².

## Geografía
Enon Valley se encuentra ubicado en las coordenadas 40°51′23″N 80°27′22″O / 40.85639, -80.45611.

## Demografía
Según la Oficina del Censo en 2000 los ingresos medios por hogar en la localidad eran de $38,417 y los ingresos medios por familia eran $39,167. Los hombres tenían unos ingresos medios de $32,083 frente a los $14,375 para las mujeres. La renta per cápita para la localidad era de $23,161. Alrededor del 2.9% de la población estaba por debajo del umbral de pobreza.